# Hilari Mañas i Pellicé
Hilari Mañas i Pellicé (Horta, Barcelona, 3 de juliol del 1956), conegut artísticament com a Hilari M. Pellicé, és un director i guionista cinematogràfic i escriptor en català i castellà.
Ha dirigit, entre d'altres, els documentals Stupor Mundi: una aproximació a l'obra de Ramon Herreros i Pasolini a Barcelona sobre la relació de Pier Paolo Pasolini amb la capital catalana. Ha presentat documentals a la Filmoteca de Catalunya.
Per altra banda, ha estat membre i ponent del Cafè Filosòfic d’Esplugues de Llobregat i de l'Ateneu Santfeliuenc de Sant Feliu de Llobregat i col·labora en revistes culturals com El Temps de Les Arts, Licencia Poética, La Charca Literaria i en diverses publicacions de l'Euro-Mediterranean University Institute.

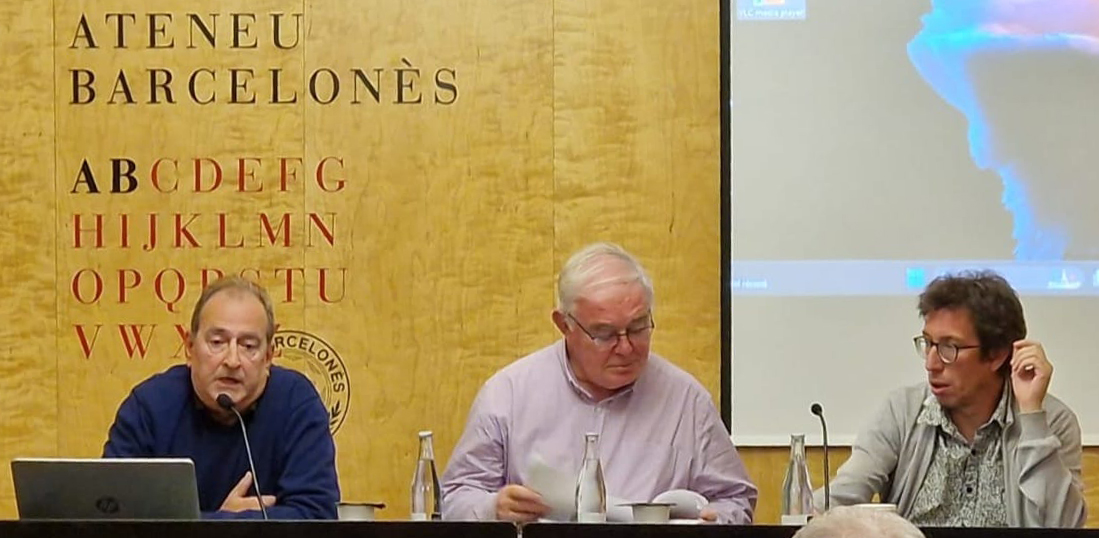
Hilari Mañas i Pellicé participant en les jornades cinematogràfiques de l'Ateneu Barcelonès

El 2012 va realitzar el documental Stupor Mundi, una aproximació a la obra de Ramon Herreros. Estrenat a la 58ª Setmana Internacional de Cinema de Valladolid i projectat en altres festivals com Docucambrils 2014 o el Bucharest IFFEST. Posteriorment, l'obra s'ha projectat als Cinemes Girona, la Cineteca Matadero de Madrid, els Cinemes Truffaut de Girona o la Filmoteca de Catalunya, entre d'altres.
El 2014 realitza el curtmetratge Imago Maris amb la poetessa i actriu valenciana Salut Navarro Girbés, estrenat a l'Ateneu Barcelonès.
El 2015 dirigeix el documental Pasolini a Barcelona estrenat a la Filmoteca de Catalunya.
El 2019 participa a les jornades Convegno Internazionale a Roma: Pasolini e la Cultura Spagnola. Rafael Alberti 20 anni dopo, organitzat per l'Instituto Cervantes, la Real Academia de España en Roma i l'Euro-Mediterranean University Institute.
El 2022 és convidat a les jornades Pasolini en la casa de Alberti, un homenatge de la Fundación Rafael Alberti i l’Ajuntament de Puerto de Santa Maria en motiu de les celebracions pel centenari del naixement de Pier Paolo Pasolini.